# Vahtolanlahti
Vahtolanlahti är en trång havsvik i landskapet Norra Österbotten invid utloppet av Kiminge älv. Ytan är 6,5 ha.